# Gouvernement Noordelijke Dvina
Het gouvernement Noordelijke Dvina (Russisch: Северо-Двинская губерни, Severo-Dvinskaja goebernija) was een gouvernement (goebernija)  van de Russische Socialistische Federatieve Sovjetrepubliek. Het gebied van het gouvernement is tegenwoordig onderdeel van de oblasten Archangelsk, Vologda, Kostroma en Kirov en delen van de Republiek Komi. Het gouvernement was vernoemd naar de rivier Noordelijke Dvina. De hoofdstad was Veliki Oestjoeg.

## Geschiedenis
Het gouvernement ontstond op 24 juni 1918 door de volkscommissariaat voor interne zaken van de RSFSR. Het gebied van het gouvernement was afkomstig van vijf oejezden van het gouvernement Vologda. Dit waren de oejezden Nikolski, Solvitsjegodsk, Oetsj-Sisolsk, Veliki Oestjoeg en Jarensk. 
In augustus 1921 werd het oostelijke deel van het gouvernement afgesplitst en werd onderdeel van het Autonome Oblast Komi Zyrjan. Op 18 april 1924 werden de oejezden afgeschaft en werd het gebied opgedeeld in 18 districten of rayons.
Op 27 februari 1928 werd het rayon Oest-Aleksejevo onderdeel van het rayon Veliko-oestjoegski. Het rayon Jenangski werd onderdeel van het rayon Kitsjmengsko-Gorodetski. Het rayon Njoeksenski werd hernoemd tot Soechonski. Op 29 maart werd het rayon Solvitsjegodski onderdeel van het rayon Kotlasski.
Op 15 juni werd het gouvernement door een decreet van het Heel-Russisch Centraal Uitvoerend Comité afgeschaft. Het comité richtte de okroeg Noordelijke Dvina als onderdeel van de Noordelijke krai. De okroeg had bijna hetzelfde gebied als het gouvernement, maar de Broesnovolovski-selsovjet van de voormalige oejezd Totemski van het gouvernement Vologda was eraan toegevoegd.
In 1930 werd de okroeg Noordelijke Dvina afgeschaft. In 1936 werd de Noordelijke krai hernoemd in de Noordelijke Oblast. In 1937 werd de Noordelijke Oblast verdeeld in de oblasten Archangelsk en Vologda. In 1941 werden de rayons Lalski, Podosinovski en Oparinski van de oblast Archangelsk naar de oblast Kirov. Het rayon Vochomski en een deel van het rayon Nikolski werden onderdeel van de oblast Kostroma. De gebieden die van het gouvernement afgesplitst waren en onderdeel van Autonome Oblast Komi Zyrjan werden onderdeel van de republiek Komi.